# Пропавшая в Довиле
«Пропа́вшая в Дови́ле» (фр. La Disparue de Deauville) — французский кинофильм 2007 года.

## Сюжет
Растерянный мужчина средних лет, лейтенант гаврской полиции Жак Ренар, не может полгода заглушить в себе боль, потеряв жену. Психологическая травма не даёт ему выполнять свои профессиональные обязанности, образ любимой постоянно стоит у него перед глазами. В это тяжёлое время, когда добросердечные сотрудники опять рекомендуют Жаку лечь в психушку, появляется таинственная женщина, требующая помочь ей — поехать из Гавра в Довиль, в гостиницу «Нормандия» и спросить 401-й номер. После этого незнакомка исчезает, прихватив шарф Жака. Эта дама, будто бы возникшая из прошлой эпохи, она заставляет ввязаться Ренара в самое запутанное дело в его карьере, которое кардинально перевернёт и его жизнь.

## В ролях
- Кристофер Ламберт —  Жак Ренар
- Софи Марсо —  Виктория / Люси
- Робер Оссейн —  Антуан Беранже
- Николя Бриансон —  Камиль
- Мари-Кристин Барро —  Мэлани
- Симон Абкарян —  Пьер
- Марилу Берри —  Фред
- Магали Вох —  Констанс
- Джудит Мегри —  графиня
- Жак Боде —  комиссар Пено

## Саундтрек
Frank Ii Louise — La Disparue De Deauville Soundtrack Songs 2007
1. Le Port (Generique Debut) 2:56
2. Trouble (Malaise De Jacques Renard) 1:11
3. On Se Connait? (La Recontre) 3:54
4. La Derobade (La Folie De Jacques) 2:28
5. La 401 (Victoria Benuti) 3:23
6. Double Trouble 0:52
7. Le Havre Swing 3:16
8. Le Desamour (Camille Et Sa Mere) 2:09
9. Au Dessus Des Toits 1:17
10. Deuil (Jacques Au Cimetiere) 2:41
11. Tourmente 1:18
12. Tension 1:11
13. Race (Poursuite En Voiture) 4:43
14. Recuerdo (La Verite) 6:10
15. Les Falaises (Generique De Fin) 4:42

## Интересные факты
- Идея экранизации фильма в стиле «нуар», в котором основное действие происходит в отеле, принадлежит Софи Марсо, режиссёру и сценаристу этого фильма.[1]
- Софи Марсо в течение полугода лично проводила кастинг для своего фильма. К моменту начала съемок актёр на главную роль так и не был найден. Случайно увидев в старом журнале статью с кадрами из фильма «Горец», Софи решила, что играть должен только Кристофер Ламберт.[2]
- Кристофер Ламберт коллекционирует фильмы в стиле «нуар», любимый фильм «Сияние».
- Фильм снимался в городе Гавр, в знаменитом торговом районе Коти, а также на улице Пастера.